# Jason Thompson (Basketballspieler)
Jason Carlton Thompson (* 21. Juli 1986 in Mount Laurel, New Jersey) ist ein US-amerikanischer Basketballspieler, der aktuell bei Fenerbahçe in der TBL unter Vertrag steht. Zwischen 2008 und 2016 war Thompson in der NBA aktiv.

## NBA
Nachdem Thompson vier Jahre für die Rider University in Lawrenceville gespielt hatte, wurde er beim NBA-Draft 2008 an 12. Stelle von den Sacramento Kings ausgewählt. In den ersten beiden Spielzeiten seiner Karriere startete Thompson in einem Großteil der Spiele. Nach der Verpflichtung von DeMarcus Cousins kam er jedoch zunehmend von der Bank.
Im Juli 2012 verlängerte Thompson seinen Vertrag mit den Kings.
Nach 7 Jahren bei den Kings wurde Thompson im Sommer 2015 von den Kings zu den Philadelphia 76ers transferiert. Für die Kings erzielte er in 541 Spielen 9,4 Punkte und 6,9 Rebounds im Schnitt. Nach ein paar Wochen wurde er zum NBA-Meister, den Golden State Warriors für Gerald Wallace, weitertransferiert. Bei den Warriors sah Thompson nur wenig Spielzeit und wurde mitten in der Saison von den Warriors entlassen. Kurz darauf unterschrieb er einen Vertrag mit den Toronto Raptors, für die er die restlichen Spiele der Saison bestritt.
Im August 2016 wechselte Thompson nach China zu den Shandong Golden Stars.